# Kateřina Siniaková
Kateřina Siniaková, née le 10 mai 1996 à Hradec Králové, est une joueuse de tennis tchèque, professionnelle depuis 2012.
Vainqueur de cinq tournois en simple, elle a un palmarès plus important en double avec trente titres sur le circuit WTA, dont dix Grand Chelem : l'Open d'Australie en 2022, 2023 et 2025, Roland-Garros en 2018, 2021 et 2024, le tournoi de Wimbledon 2018, 2022 et 2024 et l'US Open 2022. Cette dernière victoire lui permet de réaliser le Grand Chelem en carrière.
Elle remporte également un titre en mixte à Wimbledon en 2025 avec le néerlandais Sem Verbeek.
Elle remporte la médaille d'or aux Jeux olympiques de Tokyo en 2021 avec Barbora Krejčíková, ainsi que le Masters la même année. Elle atteint la première place au classement WTA en double pour la première fois en 2018.
Elle remporte également la médaille d’or en mixte aux Jeux olympiques de Paris en 2024 avec son compatriote et ex-compagnon Tomáš Macháč.

## Carrière tennistique
Kateřina Siniaková remporte son premier tournoi à Shenzhen en janvier 2017. Elle remporte son second titre lors de l'tournoi de Suède à Båstad en juillet 2017, battant en finale la Danoise Caroline Wozniacki.
En 2022, elle remporte trois des quatre tournoi du grand chelem ( l'Open d’Australie,Wimbledon et l' US Open),en double, associée à sa compatriote Barbora Krejčíková. 
Le 18 septembre de cette même année, elle met également fin à cinq ans de disette en simple à l'occasion de la finale du Tournoi WTA de Portoroz grâce à un succès en trois manches accrochées face à la Kazakhe Elena Rybakina (6-7, 7-6, 6-4).
Elle remporte 3 autres titres en double cette même année. 
En 2023, elle remporte une nouvelle finale à l'Open d’Australie. Elle remporte également le Tournoi de tennis d'Indian Wells en double.
Elle s'impose à Bad Homburg en dominant sur son chemin Elisabetta Cocciaretto (6-3, 6-4), les Russes Ievguenia Rodina (6-2, 6-4) et Liudmila Samsonova (7-5, 4-6, 6-2), l'Américaine Emma Navarro (6-2, 6-2) et une deuxième Italienne Lucia Bronzetti (6-2, 7-6). Il s'agit de son quatrième titre gagné en carrière, le premier sur gazon.
Elle remporte le titre à San Diego face à Danielle Collins et Coco Vandeweghe toujours avec sa compatriote.
Mi-octobre, elle parvient en finale à Hong Kong, sa deuxième finale de l'année après des victoires sur Wang Xiyu (6-4, 7-6) puis sur les Russes Kamilla Rakhimova (6-7, 6-3, 6-1) et Anastasia Pavlyuchenkova (7-6, 6-4) ainsi que contre l'Italienne Martina Trevisan (6-4, 6-2). Elle s'incline en finale contre la Canadienne Leylah Fernandez (6-3, 4-6, 4-6).
Elle remporte un deuxième titre cette année à Nanchang en éliminant la toute jeune locale Wang Yuhan (6-3, 6-3), la Française Varvara Gracheva (6-4, 6-3), profite du forfait de Laura Siegemund puis prend sa revanche sur Leylah Fernandez (7-5, 6-4). Elle renverse en finale sa compatriote Marie Bouzková (1-6, 7-6, 7-6).
En 2024, elle remporte cinq titres supplémentaires en double dont Roland-Garros et Wimbledon.Elle gagne une seconde médaille d’or olympique,en remportant le  Double mixte avec son ex-compagnon Tomas Machac .
En 2025, elle gagne une troisième fois l'Open d'Australie avec l’américaine Taylor Townsend. Toujours en binôme avec l’Américaine, elle conserve son titre à Dubaï. 
Elle remporte son premier titre en mixte à Wimbledon avec le néerlandais Sem Verbeek.

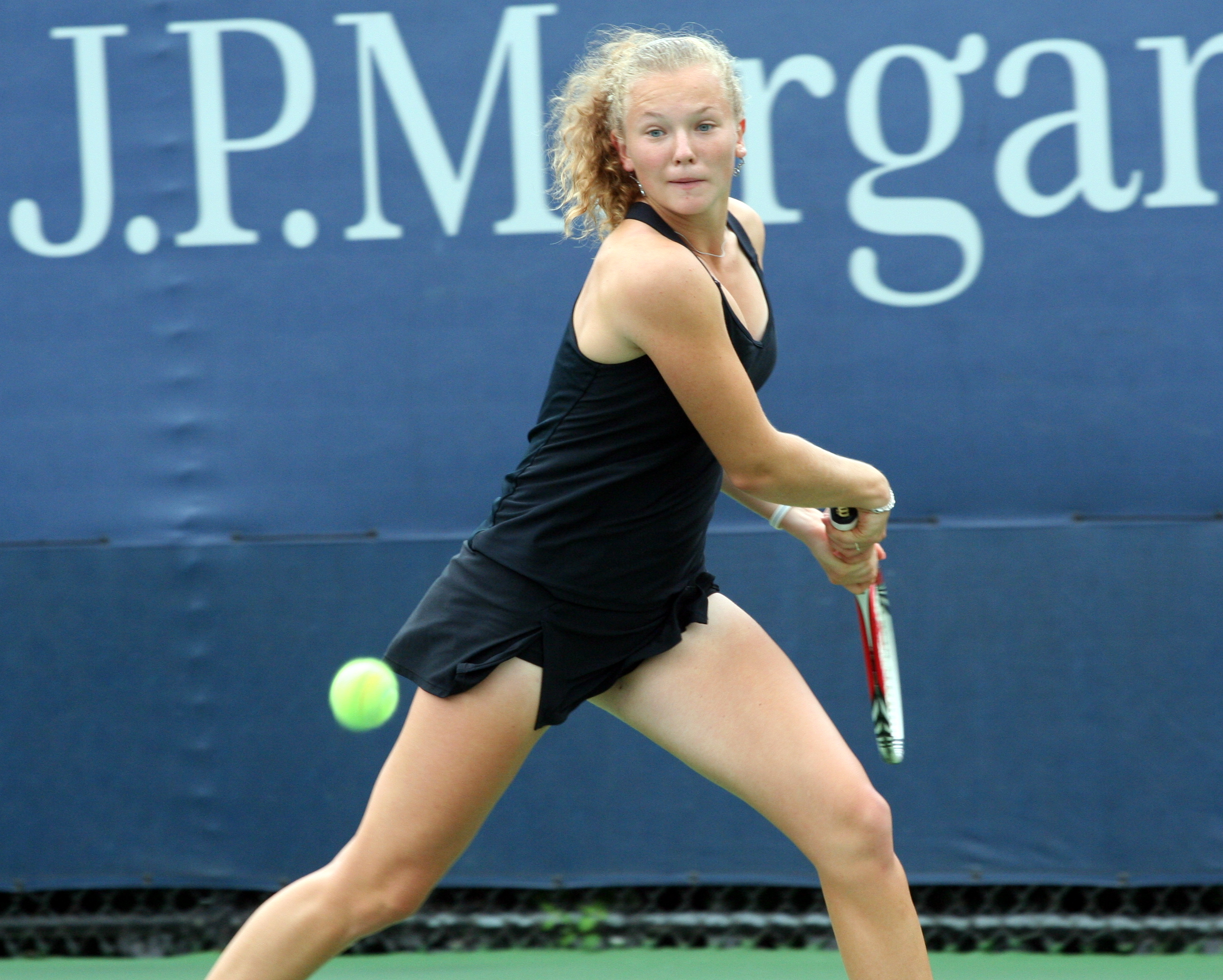
Kateřina Siniaková à l'US Open en 2013.

## Palmarès

### Titres en simple dames
| No | Date       | Nom et lieu du tournoi                                     | Catégorie | Dotation  | Surface      | Finaliste          | Score           |          |
| -- | ---------- | ---------------------------------------------------------- | --------- | --------- | ------------ | ------------------ | --------------- | -------- |
| 1  | 01-01-2017 | Shenzhen Open, Shenzhen                                    | Intern'l  | 750 000 $ | Dur (ext.)   | Alison Riske       | 6-3, 6-4        | Parcours |
| 2  | 24-07-2017 | Ericsson Open, Båstad                                      | Intern'l  | 250 000 $ | Terre (ext.) | Caroline Wozniacki | 6-3, 6-4        | Parcours |
| 3  | 12-09-2022 | Zavarovalnica Sava Portorož, Portorož                      | WTA 250   | 251 750 $ | Dur (ext.)   | Elena Rybakina     | 64-7, 7-65, 6-4 | Parcours |
| 4  | 25-06-2023 | Bad Homburg Open presented by Engel & Volkers, Bad Homburg | WTA 250   | 259 303 $ | Gazon (ext.) | Lucia Bronzetti    | 6-2, 7-65       | Parcours |
| 5  | 16-10-2023 | Jiangxi Open, Nanchang                                     | WTA 250   | 259 303 $ | Dur (ext.)   | Marie Bouzková     | 1-6, 7-65, 7-64 | Parcours |

### Finales en simple dames
| No | Date       | Nom et lieu du tournoi                      | Catégorie | Dotation  | Surface      | Vainqueure       | Score         |          |
| -- | ---------- | ------------------------------------------- | --------- | --------- | ------------ | ---------------- | ------------- | -------- |
| 1  | 18-07-2016 | Ericsson Open, Båstad                       | Intern'l  | 250 000 $ | Terre (ext.) | Laura Siegemund  | 7-5, 6-1      | Parcours |
| 2  | 12-09-2016 | Japan Women's Open, Tokyo                   | Intern'l  | 250 000 $ | Dur (ext.)   | Christina McHale | 3-6, 6-4, 6-4 | Parcours |
| 3  | 31-12-2017 | Shenzhen Open, Shenzhen                     | Intern'l  | 750 000 $ | Dur (ext.)   | Simona Halep     | 6-1, 2-6, 6-0 | Parcours |
| 4  | 20-06-2021 | Bad Homburg Open, Bad Homburg               | WTA 250   | 189 708 $ | Gazon (ext.) | Angelique Kerber | 6-3, 6-2      | Parcours |
| 5  | 09-10-2023 | Prudential Hong Kong tennis Open, Hong Kong | WTA 250   | 259 303 $ | Dur (ext.)   | Leylah Fernandez | 3-6, 6-4, 6-4 | Parcours |

### Titres en double dames
| No | Date       | Nom et lieu du tournoi                      | Catégorie     | Dotation        | Surface      | Partenaire          | Finalistes                           | Score             |          |
| -- | ---------- | ------------------------------------------- | ------------- | --------------- | ------------ | ------------------- | ------------------------------------ | ----------------- | -------- |
| 1  | 08-09-2014 | Tashkent Open Tachkent                      | Intern'l      | 250 000 $       | Dur (ext.)   | Aleksandra Krunić   | Margarita Gasparyan Alexandra Panova | 6-2, 6-1          | Parcours |
| 2  | 27-04-2015 | Prague Open Prague                          | Intern'l      | 250 000 $       | Terre (ext.) | Belinda Bencic      | Kateryna Bondarenko Eva Hrdinová     | 6-2, 6-2          | Parcours |
| 3  | 27-05-2018 | Roland-Garros Paris                         | G. Chelem     | 2 454 000 €     | Terre (ext.) | Barbora Krejčíková  | Eri Hozumi Makoto Ninomiya           | 6-3, 6-3          | Parcours |
| 4  | 02-07-2018 | The Championships Wimbledon                 | G. Chelem     | 2 007 000 £     | Gazon (ext.) | Barbora Krejčíková  | Nicole Melichar Květa Peschke        | 6-4, 4-6, 6-0     | Parcours |
| 5  | 07-01-2019 | Sydney International Sydney                 | Premier       | 757 900 $       | Dur (ext.)   | Aleksandra Krunić   | Eri Hozumi Alicja Rosolska           | 6-1, 7-63         | Parcours |
| 6  | 05-08-2019 | Rogers Cup Toronto                          | Premier 5     | 2 529 250 $     | Dur (ext.)   | Barbora Krejčíková  | Anna-Lena Grönefeld Demi Schuurs     | 7-5, 6-0          | Parcours |
| 7  | 07-10-2019 | Upper Austria Ladies Linz                   | Intern'l      | 226 750 $       | Dur (int.)   | Barbora Krejčíková  | Barbara Haas Xenia Knoll             | 6-4, 6-3          | Parcours |
| 8  | 05-01-2020 | Shenzhen Open Shenzhen                      | Intern'l      | 651 750 $       | Dur (ext.)   | Barbora Krejčíková  | Duan Ying-Ying Zheng Saisai          | 6-2, 3-6, [10-4]  | Parcours |
| 9  | 01-02-2021 | Gippsland Trophy Melbourne                  | WTA 500       | 447 620 $       | Dur (ext.)   | Barbora Krejčíková  | Chan Hao-ching Chan Yung-jan         | 6-3, 7-64         | Parcours |
| 10 | 29-04-2021 | Mutua Madrid Open Madrid                    | WTA 1000      | 6 536 160 $     | Terre (ext.) | Barbora Krejčíková  | Gabriela Dabrowski Demi Schuurs      | 6-4, 6-3          | Parcours |
| 11 | 30-05-2021 | Roland-Garros Paris                         | G. Chelem     | NC              | Terre (ext.) | Barbora Krejčíková  | Bethanie Mattek-Sands Iga Świątek    | 6-4, 6-2          | Parcours |
| 12 | 24-07-2021 | Summer Olympics Tokyo                       | J. olympiques | NC              | Dur (ext.)   | Barbora Krejčíková  | Belinda Bencic · Viktorija Golubic   | 7-5, 6-1          | Parcours |
| 13 | 18-10-2021 | Kremlin Cup Moscou                          | WTA 500       | 565 530 $       | Dur (ext.)   | Jeļena Ostapenko    | Nadiia Kichenok Raluca Olaru         | 6-2, 4-6, [10-8]  | Parcours |
| 14 | 10-11-2021 | WTA Finals Guadalajara                      | Masters       | 5 000 000 $     | Dur (ext.)   | Barbora Krejčíková  | Hsieh Su-wei Elise Mertens           | 6-3, 6-4          | Parcours |
| 15 | 04-01-2022 | Melbourne Summer Set 2 Melbourne            | WTA 250       | 239 477 $       | Dur (ext.)   | Bernarda Pera       | Tereza Martincová Mayar Sherif       | 6-2, 6-77, [10-5] | Parcours |
| 16 | 17-01-2022 | Australian Open Melbourne                   | G. Chelem     | 33 784 200 AUS$ | Dur (ext.)   | Barbora Krejčíková  | Anna Danilina Beatriz Haddad Maia    | 63-7, 6-4, 6-4    | Parcours |
| 17 | 13-06-2022 | Bett1Open Berlin                            | WTA 500       | 757 900 $       | Gazon (ext.) | Storm Sanders       | Alizé Cornet Jil Teichmann           | 6-4, 6-3          | Parcours |
| 18 | 27-06-2022 | The Championships Wimbledon                 | G. Chelem     | 38 900 000 £    | Gazon (ext.) | Barbora Krejčíková  | Elise Mertens Zhang Shuai            | 6-2, 6-4          | Parcours |
| 19 | 31-08-2022 | US Open Flushing Meadows                    | G. Chelem     | 27 915 200 $    | Dur (ext.)   | Barbora Krejčíková  | Caty McNally Taylor Townsend         | 3-6, 7-5, 6-1     | Parcours |
| 20 | 03-10-2022 | Jasmin Open Monastir                        | WTA 250       | 251 750 $       | Dur (ext.)   | Kristina Mladenovic | Miyu Kato Angela Kulikov             | 6-2, 6-0          | Parcours |
| 21 | 16-01-2023 | Australian Open Melbourne                   | G. Chelem     | 76 600 000 AUS$ | Dur (ext.)   | Barbora Krejčíková  | Shuko Aoyama Ena Shibahara           | 6-4, 6-3          | Parcours |
| 22 | 08-03-2023 | BNP Paribas Open Indian Wells               | WTA 1000      | 8 800 000 $     | Dur (ext.)   | Barbora Krejčíková  | Beatriz Haddad Maia Laura Siegemund  | 6-1, 63-7, [10-7] | Parcours |
| 23 | 11-09-2023 | Cymbiotika San Diego Open San Diego         | WTA 500       | 780 637 $       | Dur (ext.)   | Barbora Krejčíková  | Danielle Collins Coco Vandeweghe     | 6-1, 6-4          | Parcours |
| 24 | 18-02-2024 | Dubaï Duty Free Tennis Championships Dubaï  | WTA 1000      | 3 211 715 $     | Dur (ext.)   | Storm Hunter        | Nicole Melichar-Martinez Ellen Perez | 6-4, 6-2          | Parcours |
| 25 | 29-05-2024 | Roland-Garros Paris                         | G. Chelem     | 53 478 000 €    | Terre (ext.) | Coco Gauff          | Sara Errani Jasmine Paolini          | 7-6, 6-3          | Parcours |
| 26 | 01-07-2024 | The Championships Wimbledon                 | G. Chelem     | NC              | Gazon (ext.) | Taylor Townsend     | Gabriela Dabrowski Erin Routliffe    | 7-65, 7-61        | Parcours |
| 27 | 21-07-2024 | Prague Open 2024 Prague                     | WTA 250       | 267 082 $       | Terre (ext.) | Barbora Krejčíková  | Bethanie Mattek-Sands Lucie Šafářová | 6-3, 6-3          | Parcours |
| 28 | 21-10-2024 | Guangzhou Open presented by AVATR Guangzhou | WTA 250       | 267 082 $       | Dur (ext.)   | Zhang Shuai         | Katarzyna Piter Fanny Stollár        | 6-4, 6-1          | Parcours |
| 29 | 12-01-2025 | Australian Open Melbourne                   | G. Chelem     | 96 500 000 AUS$ | Dur (ext.)   | Taylor Townsend     | Hsieh Su-wei Jeļena Ostapenko        | 6-4, 64-7, 6-3    | Parcours |
| 30 | 16-02-2025 | Dubaï Duty Free Tennis Championships Dubaï  | WTA 1000      | 3 211 715 $     | Dur (ext.)   | Taylor Townsend     | Hsieh Su-wei Jeļena Ostapenko        | 7-65, 6-4         | Parcours |

### Finales en double dames
| No | Date       | Nom et lieu du tournoi            | Catégorie | Dotation      | Surface      | Vainqueures                          | Partenaire          | Score             |          |
| -- | ---------- | --------------------------------- | --------- | ------------- | ------------ | ------------------------------------ | ------------------- | ----------------- | -------- |
| 1  | 28-07-2014 | Bank of the West Classic Stanford | Premier   | 710 000 $     | Dur (ext.)   | Garbiñe Muguruza C. Suárez Navarro   | Paula Kania         | 6-2, 4-6, [10-5]  | Parcours |
| 2  | 28-09-2015 | Tashkent Open Tachkent            | Intern'l  | 250 000 $     | Dur (ext.)   | Margarita Gasparyan Alexandra Panova | Vera Dushevina      | 6-1, 3-6, [10-3]  | Parcours |
| 3  | 30-01-2017 | Taïwan Open Taipei                | Intern'l  | 250 000 $     | Dur (int.)   | Chan Hao-ching Chan Yung-jan         | Lucie Hradecká      | 6-4, 6-2          | Parcours |
| 4  | 08-03-2017 | BNP Paribas Open Indian Wells     | PREMIER*  | 7 669 423 $   | Dur (ext.)   | Chan Yung-jan Martina Hingis         | Lucie Hradecká      | 7-64, 6-2         | Parcours |
| 5  | 03-04-2017 | Volvo Car Open Charleston         | Premier   | 776 000 $     | Terre (ext.) | B. Mattek-Sands Lucie Šafářová       | Lucie Hradecká      | 6-1, 4-6, [10-7]  | Parcours |
| 6  | 01-05-2017 | Prague Open Prague                | Intern'l  | 250 000 $     | Terre (ext.) | Anna-Lena Grönefeld Květa Peschke    | Lucie Hradecká      | 6-4, 7-63         | Parcours |
| 7  | 31-08-2017 | US Open Flushing Meadows          | G. Chelem | 24 193 400 $  | Dur (ext.)   | Chan Yung-jan Martina Hingis         | Lucie Hradecká      | 6-3, 6-2          | Parcours |
| 8  | 31-12-2017 | Shenzhen Open Shenzhen            | Intern'l  | 750 000 $     | Dur (ext.)   | Irina-Camelia Begu Simona Halep      | Barbora Krejčíková  | 1-6, 6-1, [10-8]  | Parcours |
| 9  | 20-03-2018 | Miami Open Miami                  | PREMIER*  | 7 773 210 $   | Dur (ext.)   | Ashleigh Barty Coco Vandeweghe       | Barbora Krejčíková  | 6-2, 6-1          | Parcours |
| 10 | 21-10-2018 | WTA Finals Singapour              | Masters   | 7 000 000 $   | Dur (int.)   | Tímea Babos Kristina Mladenovic      | Barbora Krejčíková  | 6-4, 7-5          | Parcours |
| 11 | 06-03-2019 | BNP Paribas Open Indian Wells     | PREMIER*  | 8 359 455 $   | Dur (ext.)   | Elise Mertens Aryna Sabalenka        | Barbora Krejčíková  | 6-3, 6-2          | Parcours |
| 12 | 09-11-2020 | Upper Austria Ladies Linz         | Intern'l  | 225 500 $     | Dur (int.)   | Arantxa Rus Tamara Zidanšek          | Lucie Hradecká      | 6-3, 6-4          | Parcours |
| 13 | 10-02-2021 | Australian Open Melbourne         | G. Chelem | 22 689 778 A$ | Dur (ext.)   | Elise Mertens Aryna Sabalenka        | Barbora Krejčíková  | 6-2, 6-3          | Parcours |
| 14 | 31-10-2022 | WTA Finals Fort Worth Fort Worth  | Masters   | 5 000 000 $   | Dur (int.)   | Veronika Kudermetova Elise Mertens   | Barbora Krejčíková  | 6-2, 4-6, [11-9]  | Parcours |
| 15 | 01-01-2023 | Adélaïde International 1 Adélaïde | WTA 500   | 826 837 $     | Dur (ext.)   | Asia Muhammad Taylor Townsend        | Storm Hunter        | 6-2, 7-62         | Parcours |
| 16 | 19-06-2023 | Bett1Open Berlin                  | WTA 500   | 780 637 $     | Gazon (ext.) | Caroline Garcia Luisa Stefani        | Markéta Vondroušová | 4-6, 7-68, [10-4] | Parcours |
| 17 | 06-03-2024 | BNP Paribas Open Indian Wells     | WTA 1000  | 9 258 080 $   | Dur (ext.)   | Hsieh Su-wei Elise Mertens           | Storm Hunter        | 6-3, 6-4          | Parcours |
| 18 | 02-11-2024 | WTA Finals Riyadh Riyad           | Masters   | 15 250 000 $  | Dur (ext.)   | Gabriela Dabrowski Erin Routliffe    | Taylor Townsend     | 7-5, 6-3          | Parcours |

### Titres en double mixte
| No | Date       | Nom et lieu du tournoi            | Catégorie     | Dotation | Surface      | Partenaire   | Finalistes                  | Score            |          |
| -- | ---------- | --------------------------------- | ------------- | -------- | ------------ | ------------ | --------------------------- | ---------------- | -------- |
| 1  | 29-07-2024 | Summer Olympic Tennis Event Paris | J. olympiques | NC       | Terre (ext.) | Tomáš Macháč | Wang Xinyu · Zhang Zhizhen  | 6-2, 5-7, [10-8] | Parcours |
| 2  | 01-07-2025 | The Championships Wimbledon       | G. Chelem     | NC       | Gazon (ext.) | Sem Verbeek  | Luisa Stefani Joe Salisbury | 7-63, 7-63       | Parcours |

### Titres en simple en WTA 125
| No | Date       | Nom et lieu du tournoi         | Catégorie | Dotation  | Surface      | Finaliste         | Score         |          |
| -- | ---------- | ------------------------------ | --------- | --------- | ------------ | ----------------- | ------------- | -------- |
| 1  | 29-04-2024 | Catalonia Open WTA 125, Lleida | WTA 125   | 115 000 $ | Terre (ext.) | Mayar Sherif      | 6-4, 4-6, 6-3 | Parcours |
| 2  | 28-07-2025 | T-Mobile Polish Open, Varsovie | WTA 125   | 115 000 $ | Dur (ext.)   | Viktorija Golubic | 6-1, 6-2      | Parcours |

### Titre en double en WTA 125
| No | Date       | Nom et lieu du tournoi | Catégorie | Dotation  | Surface    | Partenaire      | Finalistes                      | Score            |          |
| -- | ---------- | ---------------------- | --------- | --------- | ---------- | --------------- | ------------------------------- | ---------------- | -------- |
| 1  | 03-11-2014 | Open GdF Suez Limoges  | WTA 125   | 125 000 $ | Dur (int.) | Renata Voráčová | Tímea Babos Kristina Mladenovic | 2-6, 6-2, [10-5] | Parcours |

## Parcours en Grand Chelem

### En simple dames
| Année | Open d'Australie | Open d'Australie   | Internationaux de France | Internationaux de France | Wimbledon       | Wimbledon           | US Open         | US Open             |
| ----- | ---------------- | ------------------ | ------------------------ | ------------------------ | --------------- | ------------------- | --------------- | ------------------- |
| 2014  | 1er tour (1/64)  | Zarina Diyas       | Q2                       | Tamira Paszek            | Q1              | Mathilde Johansson  | Q3              | Aleksandra Krunić   |
| 2015  | 2e tour (1/32)   | Irina-Camelia Begu | 1er tour (1/64)          | Carina Witthöft          | 1er tour (1/64) | Denisa Allertová    | 1er tour (1/64) | Agnieszka Radwańska |
| 2016  | 1er tour (1/64)  | Timea Bacsinszky   | 1er tour (1/64)          | C. Suárez Navarro        | 3e tour (1/16)  | Agnieszka Radwańska | 2e tour (1/32)  | Caroline Garcia     |
| 2017  | 1er tour (1/64)  | Julia Görges       | 1er tour (1/64)          | Ekaterina Alexandrova    | 1er tour (1/64) | María Sákkari       | 1er tour (1/64) | Elina Svitolina     |
| 2018  | 2e tour (1/32)   | Elina Svitolina    | 3e tour (1/16)           | Barbora Strýcová         | 3e tour (1/16)  | Camila Giorgi       | 3e tour (1/16)  | Lesia Tsurenko      |
| 2019  | 1er tour (1/64)  | Belinda Bencic     | 1/8 de finale            | Madison Keys             | 2e tour (1/32)  | Johanna Konta       | 1er tour (1/64) | Sorana Cîrstea      |
| 2020  | 1er tour (1/64)  | Petra Kvitová      | 3e tour (1/16)           | Kiki Bertens             | Annulé          | Annulé              | 1er tour (1/64) | Kaia Kanepi         |
| 2021  | 1er tour (1/64)  | Fiona Ferro        | 3e tour (1/16)           | Tamara Zidanšek          | 3e tour (1/16)  | Ashleigh Barty      | 2e tour (1/32)  | María Sákkari       |
| 2022  | 1er tour (1/64)  | Anett Kontaveit    | 2e tour (1/32)           | Leylah Fernandez         | 1er tour (1/64) | Maja Chwalińska     | 2e tour (1/32)  | Alizé Cornet        |
| 2023  | 1er tour (1/64)  | Coco Gauff         | 1er tour (1/64)          | Peyton Stearns           | 2e tour (1/32)  | Lesia Tsurenko      | 1er tour (1/64) | Anna Kalinskaya     |
| 2024  | 2e tour (1/32)   | Viktorija Golubic  | 2e tour (1/32)           | Chloé Paquet             | 2e tour (1/32)  | Yulia Putintseva    | 1er tour (1/64) | Madison Keys        |
| 2025  | 1er tour (1/64)  | Iga Świątek        | 1er tour (1/64)          | Daria Kasatkina          | 2e tour (1/32)  | Naomi Osaka         |                 |                     |

N.B. : à droite du résultat se trouve le nom de l'ultime adversaire.

### En double dames
| Année | Open d'Australie                                                                       | Open d'Australie                                                                     | Internationaux de France                                                                    | Internationaux de France                                                             | Wimbledon                                                                              | Wimbledon                                                                                | US Open                | US Open                |
| ----- | -------------------------------------------------------------------------------------- | ------------------------------------------------------------------------------------ | ------------------------------------------------------------------------------------------- | ------------------------------------------------------------------------------------ | -------------------------------------------------------------------------------------- | ---------------------------------------------------------------------------------------- | ---------------------- | ---------------------- |
| 2015  | 1er tour (1/32) B. Bencic \|\| style="text-align:left;" \| M. Hingis F. Pennetta       | 3e tour (1/8) B. Bencic \|\| style="text-align:left;" \| B. Mattek-Sands L. Šafářová | 2e tour (1/16) B. Bencic \|\| style="text-align:left;" \| A. Kudryavtseva A. Pavlyuchenkova | 1er tour (1/32) B. Bencic \|\| style="text-align:left;" \| M. Gasparyan A. Panova    |                                                                                        |                                                                                          |                        |                        |
| 2016  | 1er tour (1/32) V. Dushevina \|\| style="text-align:left;" \| Babos K. Srebotnik       | 1/2 finale B. Krejčíková \|\| style="text-align:left;" \| E. Makarova E. Vesnina     | 1er tour (1/32) B. Krejčíková \|\| style="text-align:left;" \| A. Medina A. Parra           | 1/4 de finale B. Krejčíková \|\| style="text-align:left;" \| M. Hingis C. Vandeweghe |                                                                                        |                                                                                          |                        |                        |
| 2017  | 1er tour (1/32) L. Hradecká \|\| style="text-align:left;" \| A.L. Grönefeld K. Peschke | 1/2 finale L. Hradecká \|\| style="text-align:left;" \| A. Barty C. Dellacqua        | 3e tour (1/8) L. Hradecká \|\| style="text-align:left;" \| M. Ninomiya R. Voráčová          | Finale L. Hradecká                                                                   | Chan Y.-j. M. Hingis                                                                   |                                                                                          |                        |                        |
| 2018  | 3e tour (1/8) B. Krejčíková \|\| style="text-align:left;" \| E. Makarova E. Vesnina    | Victoire B. Krejčíková                                                               | E. Hozumi M. Ninomiya                                                                       | Victoire B. Krejčíková                                                               | N. Melichar K. Peschke                                                                 | 1/2 finale B. Krejčíková \|\| style="text-align:left;" \| A. Barty C. Vandeweghe         |                        |                        |
| 2019  | 1/4 de finale B. Krejčíková \|\| style="text-align:left;" \| S. Stosur Zhang S.        | 1er tour (1/32) B. Krejčíková \|\| style="text-align:left;" \| N. Kichenok A. Spears | 1/2 finale B. Krejčíková \|\| style="text-align:left;" \| G. Dabrowski Xu Y.                | 1er tour (1/32) Görges \|\| style="text-align:left;" \| C. Gauff C. McNally          |                                                                                        |                                                                                          |                        |                        |
| 2020  | 1/2 finale B. Krejčíková \|\| style="text-align:left;" \| Hsieh S.-w. B. Strýcová      | —                                                                                    | —                                                                                           | Annulé                                                                               | Annulé                                                                                 | 2e tour (1/8) A.L. Friedsam \|\| style="text-align:left;" \| A. Blinkova V. Kudermetova  |                        |                        |
| 2021  | Finale B. Krejčíková                                                                   | E. Mertens A. Sabalenka                                                              | Victoire B. Krejčíková                                                                      | B. Mattek-Sands I. Świątek                                                           | 1/4 de finale B. Krejčíková \|\| style="text-align:left;" \| V. Kudermetova E. Vesnina | 1er tour (1/32) B. Krejčíková \|\| style="text-align:left;" \| M. Linette B. Pera        |                        |                        |
| 2022  | Victoire B. Krejčíková                                                                 | A. Danilina B. Haddad Maia                                                           | —                                                                                           | —                                                                                    | Victoire B. Krejčíková                                                                 | E. Mertens Zhang S.                                                                      | Victoire B. Krejčíková | C. McNally T. Townsend |
| 2023  | Victoire B. Krejčíková                                                                 | S. Aoyama E. Shibahara                                                               | 1er tour (1/32) B. Krejčíková \|\| style="text-align:left;" \| E. Eikeri E. Hozumi          | —                                                                                    | —                                                                                      | 2e tour (1/16) B. Krejčíková \|\| style="text-align:left;" \| B. Strýcová M. Vondroušová |                        |                        |
| 2024  | 1/2 finale S. Hunter \|\| style="text-align:left;" \| Hsieh S.-w. E. Mertens           | Victoire C. Gauff                                                                    | S. Errani J. Paolini                                                                        | Victoire T. Townsend                                                                 | G. Dabrowski E. Routliffe                                                              | 1/2 finale T. Townsend \|\| style="text-align:left;" \| K. Mladenovic Zhang S.           |                        |                        |
| 2025  | Victoire T. Townsend                                                                   | Hsieh S.-w. J. Ostapenko                                                             | 1/4 de finale T. Townsend \|\| style="text-align:left;" \| A. Danilina A. Krunić            | 1/2 finale T. Townsend \|\| style="text-align:left;" \| Hsieh S.-w. J. Ostapenko     |                                                                                        |                                                                                          |                        |                        |

N.B. : le nom de la partenaire se trouve sous le résultat ; les noms des ultimes adversaires se trouvent à droite.

### En double mixte
| Année | Open d'Australie                                                                   | Open d'Australie                                                          | Internationaux de France                                                              | Internationaux de France | Wimbledon                                                                         | Wimbledon                                                                      | US Open | US Open |
| ----- | ---------------------------------------------------------------------------------- | ------------------------------------------------------------------------- | ------------------------------------------------------------------------------------- | ------------------------ | --------------------------------------------------------------------------------- | ------------------------------------------------------------------------------ | ------- | ------- |
| 2016  | —                                                                                  | —                                                                         | —                                                                                     | —                        | 2e tour (1/16) J. Veselý \|\| style="text-align:left;" \| L. Šafářová R. Štěpánek | —                                                                              | —       |         |
| 2017  | 2e tour (1/8) B. Soares \|\| style="text-align:left;" \| E. Svitolina C. Guccione  | —                                                                         | —                                                                                     | —                        | —                                                                                 | —                                                                              | —       |         |
| 2018  | —                                                                                  | —                                                                         | 1er tour (1/16) J. Murray \|\| style="text-align:left;" \| M.J. Martínez M. Demoliner | —                        | —                                                                                 | —                                                                              | —       |         |
|       |                                                                                    |                                                                           |                                                                                       |                          |                                                                                   |                                                                                |         |         |
| 2022  | 1er tour (1/16) T. Macháč \|\| style="text-align:left;" \| N. Kichenok S. González | —                                                                         | —                                                                                     | —                        | —                                                                                 | —                                                                              | —       |         |
|       |                                                                                    |                                                                           |                                                                                       |                          |                                                                                   |                                                                                |         |         |
| 2024  | —                                                                                  | —                                                                         | 1er tour (1/16) T. Macháč \|\| style="text-align:left;" \| Hsieh S.-w. J. Zieliński   | —                        | —                                                                                 | 2e tour (1/8) J. Peers \|\| style="text-align:left;" \| A. Sutjiadi R. Bopanna |         |         |
| 2025  | 1er tour (1/16) Zhang Z. \|\| style="text-align:left;" \| A. Muhammad A. Molteni   | 1er tour (1/16) R. Ram \|\| style="text-align:left;" \| C. Bucșa R. Matos | Victoire S. Verbeek                                                                   | L. Stefani J. Salisbury  | —                                                                                 | —                                                                              |         |         |

N.B. : le nom du partenaire se trouve sous le résultat ; les noms des ultimes adversaires se trouvent à droite.

## Parcours en «Premier» et WTA 1000
Les tournois WTA « Premier Mandatory » et « Premier 5 » (entre 2009 et 2020) et WTA 1000 (à partir de 2021) constituent les catégories d'épreuves les plus prestigieuses, après les quatre levées du Grand Chelem. 

De 2009 à 2023, les tournois Premier Mandatory (dits tournois WTA 1000 obligatoires entre 2021 et 2023) regroupent Indian Wells, Miami, Madrid et Pékin, les autres constituant les tournois Premier 5 (tournois WTA 1000 non-obligatoires). À partir de 2024, le nombre de tournois WTA 1000 passe à 10 par saison (fin de l’alternance Doha / Dubaï), ces derniers devenant tous obligatoires et offrant tous 1000 points à la vainqueure (contre 900 points précédemment pour les tournois Premier 5).

### En simple dames
| Année |       |                           |                               |                               |                                 |                              |                              |                              |                                |                                 |  |                             |
| Doha  | Dubaï | Indian Wells              | Miami                         | Madrid                        | Rome                            | Canada                       | Cincinnati                   | Pékin                        |                                | Tokyo                           |  |                             |
| Doha  | Dubaï | Indian Wells              | Miami                         | Madrid                        | Rome                            | Canada                       | Cincinnati                   | Pékin                        | Wuhan                          |                                 |  |                             |
| Doha  | Dubaï | Indian Wells              | Miami                         | Madrid                        | Rome                            | Canada                       | Cincinnati                   | Pékin                        | Guadalajara                    |                                 |  |                             |
| 2013  |       |                           | WTA 500                       |                               | 1er tour (1/64) G. Muguruza     |                              |                              |                              |                                |                                 |  |                             |
|       |       |                           |                               |                               |                                 |                              |                              |                              |                                |                                 |  |                             |
| 2015  |       | WTA 500                   | 1er tour (1/32) C. Dellacqua  | 2e tour (1/32) S. Kuznetsova  | 1er tour (1/64) K. Knapp        |                              | 1er tour (1/32) V. Williams  |                              |                                |                                 |  |                             |
| 2016  |       |                           | WTA 500                       | 1er tour (1/64) D. Cibulková  |                                 | 1er tour (1/32) A. Ivanović  |                              |                              |                                | 1er tour (1/32) A. Kerber       |  | 2e tour (1/16) C. Wozniacki |
| 2017  |       | WTA 500                   | 1er tour (1/32) K. Mladenovic | 3e tour (1/16) C. Wozniacki   | 1er tour (1/64) B. Mattek-Sands | 2e tour (1/16) A. Kerber     | 2e tour (1/16) S. Kuznetsova | 2e tour (1/16) V. Williams   | 1er tour (1/32) C. Giorgi      | 1er tour (1/32) S. Stosur       |  | 2e tour (1/16) M. Linette   |
| 2018  |       | 1er tour (1/32) N. Osaka  | WTA 500                       | 2e tour (1/32) D. Kasatkina   | 1er tour (1/64) J. Larsson      | 1er tour (1/32) S. Cîrstea   |                              | 1er tour (1/32) Ka. Plíšková | 1er tour (1/32) R. Peterson    | 1/4 de finale C. Wozniacki      |  | 1/4 de finale A. Kontaveit  |
| 2019  |       | WTA 500                   | 2e tour (1/16) P. Kvitová     | 1er tour (1/64) K. Kozlova    | 2e tour (1/32) A. Sevastova     | 1er tour (1/32) K. Bertens   | 2e tour (1/16) D. Kasatkina  | 2e tour (1/16) E. Svitolina  | 1er tour (1/32) D. Vekić       | 3e tour (1/8) C. Wozniacki      |  | 1er tour (1/32) E. Mertens  |
| 2020  |       | 1er tour (1/32) O. Jabeur | WTA 500                       | Annulé                        | Annulé                          | Annulé                       | 2e tour (1/16) D. Kasatkina  | Annulé                       | 1er tour (1/32) K. Flipkens    | Annulé                          |  | Annulé                      |
| 2021  |       | WTA 500                   | 1er tour (1/32) O. Jabeur     | 2e tour (1/32) A. Kerber      | 1er tour (1/64) A. Konjuh       |                              |                              | 2e tour (1/16) G. Muguruza   |                                | Annulé                          |  | Annulé                      |
| 2022  |       | 1er tour (1/32) J. Pegula | WTA 500                       | 2e tour (1/32) M. Sákkari     | 3e tour (1/16) D. Saville       | 2e tour (1/16) E. Rybakina   |                              |                              |                                | Hors calendrier                 |  | 2e tour (1/16) M. Trevisan  |
| 2023  |       | WTA 500                   |                               | 2e tour (1/32) B. Haddad Maia | 1er tour (1/64) C. Liu          |                              |                              | 1er tour (1/32) L. Samsonova | 1er tour (1/32) M. Vondroušová | 1er tour (1/32) D. Saville      |  |                             |
| 2024  |       | 3e tour (1/8) D. Collins  | 1er tour (1/32) E. Navarro    | 2e tour (1/32) E. Svitolina   | 2e tour (1/32) Zheng Q.         | 1er tour (1/64) N. Podoroska | 2e tour (1/32) E. Mertens    |                              | 1er tour (1/32) A. Kalinskaya  | 2e tour (1/32) Y. Starodubtseva |  | 2e tour (1/16) A. Sabalenka |
| 2025  |       |                           | 1er tour (1/32) M. Kostyuk    | 3e tour (1/16) K. Muchová     | 2e tour (1/32) O. Jabeur        | 1er tour (1/64) K. Boulter   | 1er tour (1/64) O. Danilović |                              |                                |                                 |  |                             |

Sous le résultat, l’ultime adversaire.
1. 1 2   Les tournois de Doha et Dubaï alternent le statut de tournoi WTA 1000 (ex Premier 5) entre 2009 et 2023 : les trois premières éditions ont lieu à Dubaï, les trois suivantes à Doha, puis Dubaï accueille le tournoi de cette catégorie les années impaires et Dubaï les années paires. De 2011 à 2023, la ville qui n’accueille pas de WTA 1000 organise à la place un tournoi WTA 500 (ex Premier).
2. 1 2 3 4 5 6 7 8   L’ordre de déroulement des tournois a évolué depuis 2009 : Rome se dispute avant Madrid et Cincinnati avant Montréal/Toronto jusqu’en 2010, tandis que Tokyo (2009-2013)-Wuhan (2014-2019, 2024-)-Guadalajara (2022-2023) ont lieu avant Pékin jusqu’en 2023.
3. 1 2 3 4 5 6 7 8  Du fait de la pandémie de Covid-19, les tournois d’Indian Wells, de Miami, de Madrid, du Canada, de Wuhan et de Pékin sont annulés en 2020. Ces deux derniers le sont également en 2021. Pour des raisons d’organisation, le tournoi de Cincinnati 2020 a exceptionnellement lieu à Flushing Meadows à New York.
4. ↑  Le 1er décembre 2021, le président de la WTA, Steve Simon, annonce que tous les tournois prévus en Chine et à Hong Kong sont suspendus à partir de 2022, en raison de préoccupations concernant la sécurité et le bien-être de la joueuse de tennis chinoise Peng Shuai après ses allégations de relations sexuelles non-consenties avec Zhang Gaoli, membre de haut rang du Parti communiste chinois. Le tournoi de Pékin revient en 2023. Le tournoi de Guadalajara remplace celui de Wuhan pendant deux ans, ce dernier réapparaissant en 2024.

## Parcours au Masters

### En double dames
| # | Date       | Nom de l'édition                 | ($)        | Surface    | Résultat    | Partenaire         | Ultimes adversaires                | Score            |          |
| - | ---------- | -------------------------------- | ---------- | ---------- | ----------- | ------------------ | ---------------------------------- | ---------------- | -------- |
| 1 | 21/10/2018 | BNP Paribas WTA Finals Singapour | 7 000 000  | Dur (int.) | Finale      | Barbora Krejčíková | Tímea Babos Kristina Mladenovic    | 6-4, 7-5         | Parcours |
| 2 | 27/11/2019 | WTA Finals Shenzhen              | 14 000 000 | Dur (int.) | Round Robin | Barbora Krejčíková | Samantha Stosur Zhang Shuai        | 6-3, 7-67        | Parcours |
| 3 | 10/11/2021 | WTA Finals Guadalajara           | 5 000 000  | Dur (ext.) | Victoire    | Barbora Krejčíková | Hsieh Su-wei Elise Mertens         | 6-3, 6-4         | Parcours |
| 4 | 31/10/2022 | WTA Finals, Fort Worth           | 5 000 000  | Dur (int.) | Finale      | Barbora Krejčíková | Veronika Kudermetova Elise Mertens | 6-2, 4-6, [11-9] | Parcours |
| 5 | 02/11/2024 | WTA Finals Riyad                 | 15 250 000 | Dur (ext.) | Finale      | Taylor Townsed     |                                    | 7/5 - 6/3        | Parcours |

## Parcours aux Jeux olympiques

### En simple dames
| # | Date       | Nom de l'olympiade         | Surface             | Résultat        | Ultime adversaire | Score     |          |
| - | ---------- | -------------------------- | ------------------- | --------------- | ----------------- | --------- | -------- |
| 1 | 27/07/2024 | Olympic Tennis Event Paris | Terre battue (ext.) | 1er tour (1/32) | Clara Burel       | 7-63, 6-4 | Parcours |

### En double dames
| # | Date       | Nom de l'olympiade         | Surface             | Résultat      | Partenaire         | Ultimes adversaires                | Score    |          |
| - | ---------- | -------------------------- | ------------------- | ------------- | ------------------ | ---------------------------------- | -------- | -------- |
| 1 | 01/08/2021 | Olympic Tennis Event Tokyo | Dur (ext.)          | Or            | Barbora Krejčíková | Belinda Bencic · Viktorija Golubic | 7-5, 6-1 | Parcours |
| 2 | 31/07/2024 | Olympic Tennis Event Paris | Terre battue (ext.) | 1/4 de finale | Barbora Krejčíková | Mirra Andreeva Diana Shnaider      | 6-1, 7-5 | Parcours |

### En double mixte
| # | Date       | Nom de l'olympiade         | Surface             | Résultat | Partenaire   | Ultimes adversaires        | Score            |          |
| - | ---------- | -------------------------- | ------------------- | -------- | ------------ | -------------------------- | ---------------- | -------- |
| 1 | 29/07/2024 | Olympic Tennis Event Paris | Terre battue (ext.) | Or       | Tomáš Macháč | Wang Xinyu · Zhang Zhizhen | 6-2, 5-7, [10-8] | Parcours |

## Parcours en Fed Cup
| #                                                                            | Date       | Lieu          | Surface      | Gagnante(s)                                     | Perdante(s)                          | Score            |          |
| ---------------------------------------------------------------------------- | ---------- | ------------- | ------------ | ----------------------------------------------- | ------------------------------------ | ---------------- | -------- |
|                                                                              |            |               |              |                                                 |                                      |                  |          |
| 2017 - 1er tour (groupe mondial) - République tchèque - Espagne : 3 - 2      |            |               |              |                                                 |                                      |                  |          |
| 1                                                                            | 11/02/2017 | Ostrava       | Dur (int.)   | María José Martínez Sánchez Sara Sorribes Tormo | Lucie Šafářová Kateřina Siniaková    | 6-3, 4-6, [10-7] | Parcours |
|                                                                              |            |               |              |                                                 |                                      |                  |          |
| 2017 - 1/2 finale (groupe mondial) - États-Unis - République tchèque - 3 - 2 |            |               |              |                                                 |                                      |                  |          |
| 2                                                                            | 22/04/2017 | Wesley Chapel | Terre (ext.) | Kateřina Siniaková                              | Shelby Rogers                        | 6-3, 6-3         | Parcours |
| 2                                                                            | 22/04/2017 | Wesley Chapel | Terre (ext.) | Coco Vandeweghe                                 | Kateřina Siniaková                   | 6-4, 6-0         | Parcours |
| 2                                                                            | 22/04/2017 | Wesley Chapel | Terre (ext.) | Bethanie Mattek-Sands Coco Vandeweghe           | Kristýna Plíšková Kateřina Siniaková | 6-2, 6-3         | Parcours |
|                                                                              |            |               |              |                                                 |                                      |                  |          |
| 2018 - Finale (groupe mondial) - République tchèque - États-Unis - 3 : 0     |            |               |              |                                                 |                                      |                  |          |
| 19                                                                           | 10/11/2018 | Prague        | Dur (int.)   |                                                 |                                      |                  |          |
| 19                                                                           | 10/11/2018 | Prague        | Dur (int.)   | Kateřina Siniaková                              | Alison Riske                         | 6-3, 7-62        | Parcours |
| 19                                                                           | 10/11/2018 | Prague        | Dur (int.)   | Kateřina Siniaková                              | Sofia Kenin                          | 7-5, 5-7, 7-5    | Parcours |

## Classements en fin de saison
| Année          | 2012 | 2013 | 2014 | 2015 | 2016 | 2017 | 2018 | 2019 | 2020 | 2021 | 2022 | 2023 | 2024 |
| Rang en simple | 1068 | 211  | 74   | 108  | 53   | 49   | 31   | 58   | 64   | 49   | 47   | 45   | 46   |
| Rang en double | 1083 | 348  | 86   | 58   | 35   | 13   | 1    | 7    | 8    | 1    | 1    | 10   | 1    |

Source : (en) Classements de Kateřina Siniaková sur le site officiel de la Fédération internationale de tennis

### Période au rang de numéro un mondiale
| # | Précédée par   | Dates                                                                         | Suivie par          | Nombre de semaines | Cumul |
| - | -------------- | ----------------------------------------------------------------------------- | ------------------- | ------------------ | ----- |
| 1 | Tímea Babos    | 22/10/2018 - 09/06/2019 co-no 1 avec Barbora Krejčíková (jusqu'au 13/01/2019) | Kristina Mladenovic | 33                 | 33    |
| 2 | Hsieh Su-wei   | 15/11/2021 - 06/06/2022                                                       | Elise Mertens       | 29                 | 62    |
| 3 | Coco Gauff     | 12/09/2022 - 10/09/2023                                                       | Coco Gauff          | 52                 | 114   |
| 4 | Jessica Pegula | 18/09/2022 - 24/09/2023                                                       | Elise Mertens       | 1                  | 115   |
| 5 | Erin Routliffe | 09/09/2024 -                                                                  |                     | 28                 | 143   |

## Records et statistiques

### Victoires sur le top 10
Toutes ses victoires sur des joueuses classées dans le top 10 de la WTA lors de la rencontre.
| Légende              |
| -------------------- |
| Grand Chelem         |
| Premier 5 / WTA 1000 |
| WTA 500              |
| Intern'l / WTA 250   |
| Fed Cup              |

| #  | rang  |  | Tournoi       | Année | Surface      |               | Adversaire         | Rang | Tour          | Score           | Tableau |
| -- | ----- |  | ------------- | ----- | ------------ | ------------- | ------------------ | ---- | ------------- | --------------- | ------- |
| 1  | no 52 |  | Shenzhen      | 2017  | Dur          |               | Simona Halep       | no 4 | 1/8           | 6-3, 4-6, 7-5   | Tableau |
| 2  | no 52 |  | Shenzhen      | 2017  | Dur          | Johanna Konta | no 10              | 1/2  | 1-6, 6-4, 6-4 |                 | Tableau |
| 3  | no 56 |  | Båstad        | 2017  | Terre battue |               | Caroline Wozniacki | no 6 | Finale        | 6-3, 6-4        | Tableau |
| 4  | no 47 |  | Wuhan         | 2018  | Dur          |               | Caroline Garcia    | no 4 | 1/16          | 3-6, 7-65, 7-64 | Tableau |
| 5  | no 42 |  | Roland-Garros | 2019  | Terre battue |               | Naomi Osaka        | no 1 | 1/16          | 6-4, 6-2        | Tableau |
| 6  | no 68 |  | Parme         | 2021  | Terre battue |               | Serena Williams    | no 8 | 1/8           | 7-64, 6-2       | Tableau |
| 7  | no 55 |  | Montréal      | 2021  | Dur          |               | Garbiñe Muguruza   | no 9 | 1/16          | 6-2, 0-6, 6-3   | Tableau |
| 8  | no 47 |  | Glasgow       | 2022  | Dur (int.)   |               | Coco Gauff         | no 7 | RR            | 7-61, 6-1       | Tableau |
| 9  | no 42 |  | Doha          | 2024  | Dur          |               | Coco Gauff         | no 3 | 1/16          | 6-2, 6-4        | Tableau |
| 10 | no 30 |  | Berlin        | 2024  | Gazon        |               | Zheng Qinwen       | no 8 | 1/8           | 6-4, 6-4        | Tableau |
| 11 | no 81 |  | Wimbledon     | 2025  | Gazon        |               | Zheng Qinwen       | no 6 | 1/64          | 7-5, 4-6, 6-1   | Tableau |